# José Gnecco Laborde
José Gnecco Laborde (Santa Marta, Magdalena, 1850-Bogotá, 18 de septiembre de 1919) fue un político, militar, docente, escritor y magistrado colombiano.

## Trayectoria
Fue convictor del Colegio Colegio Mayor de Nuestra Señora del Rosario y egresado de la facultad de Derecho y Ciencias Políticas de la Facultad Nacional de Colombia; exdiputado de la Asamblea del Magdalena; exgobernador y expresidente del Tribunal Superior del mismo. Fue miembro de la Corte Suprema de Justicia de Colombia entre 1917 y 1919, siendo su presidente en 1918.  
Fue miembro de la corriente política llamada los Rosaristas, así como de la lucha en contra del llamado Quinquenio desde Santa Marta. Asesoró al presidente Rafael Reyes y fue diputado por el Magdalena. También ocupó el cargo de gobernador de ese departamento.
Ganó la Cátedra de derecho civil en la facultad de jurisprudencia de la Universidad del Rosario. Participó con el grado de coronel, en distintos acontecimientos de fines del siglo XIX, entre los que figura, bajo el mando del general Lázaro Riascos, una marcha a las provincias de Padilla y Valledupar, en torno al 20 de abril de 1895.
Escribió Nociones de geografía del Departamento del Magdalena y Las reformas de 1910. También fue colaborador del periódico de índole literaria y científica El Ensayo, fundado en 1887. Asimismo colaboró en el periódico El Norte, de Santa Marta, destinado a promover las candidaturas de Rafael Núñez y Manuel Antonio Caro.